# Mark Catesby
Pour les articles homonymes, voir Catesby.
Mark Catesby est un naturaliste et graveur britannique, né le 3 avril 1683 et mort le 23 décembre 1749, auteur de remarquables planches sur la flore et la faune exotique.

## Biographie
On dispose à ce jour de peu d'éléments sur la jeunesse de Catesby. Son père était un homme de loi. Catesby étudie l'histoire naturelle à Londres avant de venir s'installer avec sa sœur en Virginie en 1712. Il explique lui-même les raisons de son éloignement :
L'inclination que je sentais dès ma jeunesse à rechercher la connaissance des plantes, et des autres productions de la nature, était fort traversée par mon éloignement de Londres, le centre de toutes les sciences : j'étais privé par là des occasions et des exemples qui auraient pu m'exciter à suivre mon penchant avec plus d'ardeur... Je conçus une envie passionnée d'aller voir dans leurs propres climats les plantes et les animaux qui étaient étrangers à ma patrie.
(cité par Boubier, 1932, d'après une préface de Catesby).
Il revient à Londres en 1719 mais il repart bientôt sur les conseils de Hans Sloane et s'installe dans la Caroline du Sud. Il voyage beaucoup notamment dans l'est de l'Amérique du Nord et dans les Antilles. Il y récolte des plantes et des oiseaux et fait parvenir de nombreux spécimens à son mentor Hans Sloane à Londres. Catesby retourne définitivement en Grande-Bretagne en 1726. Il devient membre de la Royal Society en 1733. Sans fortune personnelle, il bénéficie du soutien de mécènes tant pour ses voyages que pour la publication de ses ouvrages. Ceux-ci sont superbement illustrés, il en assure lui-même la supervision sur le plan de la gravure, conseillé par Joseph Goupy. Catesby apprend de fait à graver et à peindre. Il fait souvent ses dessins d'après nature.
Entre 1731 et 1743, Catesby publie son Histoire naturelle de la Caroline, la Floride, & les isles Bahama / Natural History of Carolina, Florida and the Bahama Islands, la première description de la flore et de la faune d'Amérique du Nord, qui paraît en deux volumes avec un texte en français et en anglais. Ce ouvrage en grand-folio (il mesure 54 centimètres de hauteur) contient 220 planches d'oiseaux, de reptiles et d'amphibiens, de poissons, d'insectes et de mammifères. Chaque planche contient un animal et une plante, la légende et le texte explicatif figurant sur la page opposée. Il publie son ouvrage grâce au soutien de Peter Collinson, botaniste quaker, membre également de la Royal Society. Carl von Linné inclut la plupart des données de l'Histoire naturelle dans la dixième édition de son Systema Naturae (1758).